# Тангиета
Тангиета (фр. Tanguiéta) — город и коммуна департамента Атакора на северо-западе Бенина.
Расположен примерно в 460 км к северо-западу от столицы страны Порто-Ново. Площадь — 5 465 км². Коммуна расположена на пересеченной местности, включая горную цепь Атакора на западе с высотами от 200 до 400 м. Рядом протекает река Оти.
По переписи от 11 мая 2013 года в коммуне проживало 74 675 жителей, в том числе в городе — 27 094 человека. В 2007 году в городе проживало 21 290 человек
Плотность — 14 чел/км².

## История
Во время французского колониального правления Тангиета была резиденцией местных властей департамента.

## Экономика
Население занимается сельским хозяйством, животноводством, рыболовством и охотой.
Экономика города Тангиета основана на нескольких преимущественно сельскохозяйственных видах деятельности.
К северу от города находится национальный парк Пенджари.